# Championnats de Belgique d'athlétisme 2003
Les  Championnats de Belgique d'athlétisme 2003 toutes catégories se sont déroulés les 9 et 10 août au stade de Jambes à Namur.
Le championnat national du 10 000 m hommes et femmes et le 3 000 m steeple pour dames ont eu lieu le mois précédant le 3 juillet 2003 à Ninove.

## Résultats
| Hommes                | Prestation     | Catégorie         | Femmes              | Prestation                |
| --------------------- | -------------- | ----------------- | ------------------- | ------------------------- |
| Xavier De Baerdemaker | 10 s 51        | 100 m             | Kim Gevaert         | 11 s 39                   |
| Cédric Van Branteghem | 20 s 52        | 200 m             | Audrey Rochtus      | 23 s 69                   |
| Christophe Lumen      | 47 s 39        | 400 m             | Marleen Baggerman   | 54 s 88                   |
| Joeri Jansen          | 1 min 48 s 16  | 800 m             | Sandra Stals        | 2 min 06 s 11             |
| Tim Clerbout          | 3 min 58 s 65  | 1 500 m           | Veerle Dejaeghere   | 4 min 24 s 93             |
| Christian Nemeth      | 14 min 30 s 56 | 5 000 m           | Sigrid Vanden Bempt | 16 min 31 s 23            |
| Hans Janssens         | 29 min 22 s 56 | 10 000 m          | Marleen Renders     | 33 min 01 s 71            |
| -                     | -              | 100 m haies       | Myriam Tschomba     | 13 s 24                   |
| Damien Broothaerts    | 14 s 14        | 110 m haies       | -                   | -                         |
| Piet Deveughele       | 51 s 27        | 400 m haies       | Nele Van Doninck    | 59 s 07                   |
| Krijn Van Koolwijk    | 8 min 47 s 26  | 3 000 m steeple   | Sigrid Vanden Bempt | 9 min 46 s 60 (rec. nat.) |
| Benoit Braconnier     | 2,11           | Saut en hauteur   | Tia Hellebaut       | 1,87                      |
| Thibaut Duval         | 5,40           | Saut à la perche  | Karen Pollefeyt     | 3,65                      |
| Jan Guns              | 7,53           | Saut en longueur  | Sandra Swennen      | 6,26                      |
| Michael Velter        | 16,25          | Triple saut       | Sandra Swennen      | 13,66                     |
| Wim Blondeel          | 17,65          | Lancer du poids   | Veerle Blondeel     | 16,58 (rec. nat.)         |
| Jo Van Daele          | 62,19          | Lancer du disque  | Veerle Blondeel     | 55,11                     |
| Mark Van Mensel       | 72,57          | Lancer du javelot | Cindy Stas          | 54,08                     |
| Walter De Wyngaert    | 62,29          | Lancer du marteau | Jennifer Petit      | 50,52                     |

## Sources
- Ligue Belge Francophone d'Athlétisme